# Elliott Erwitt

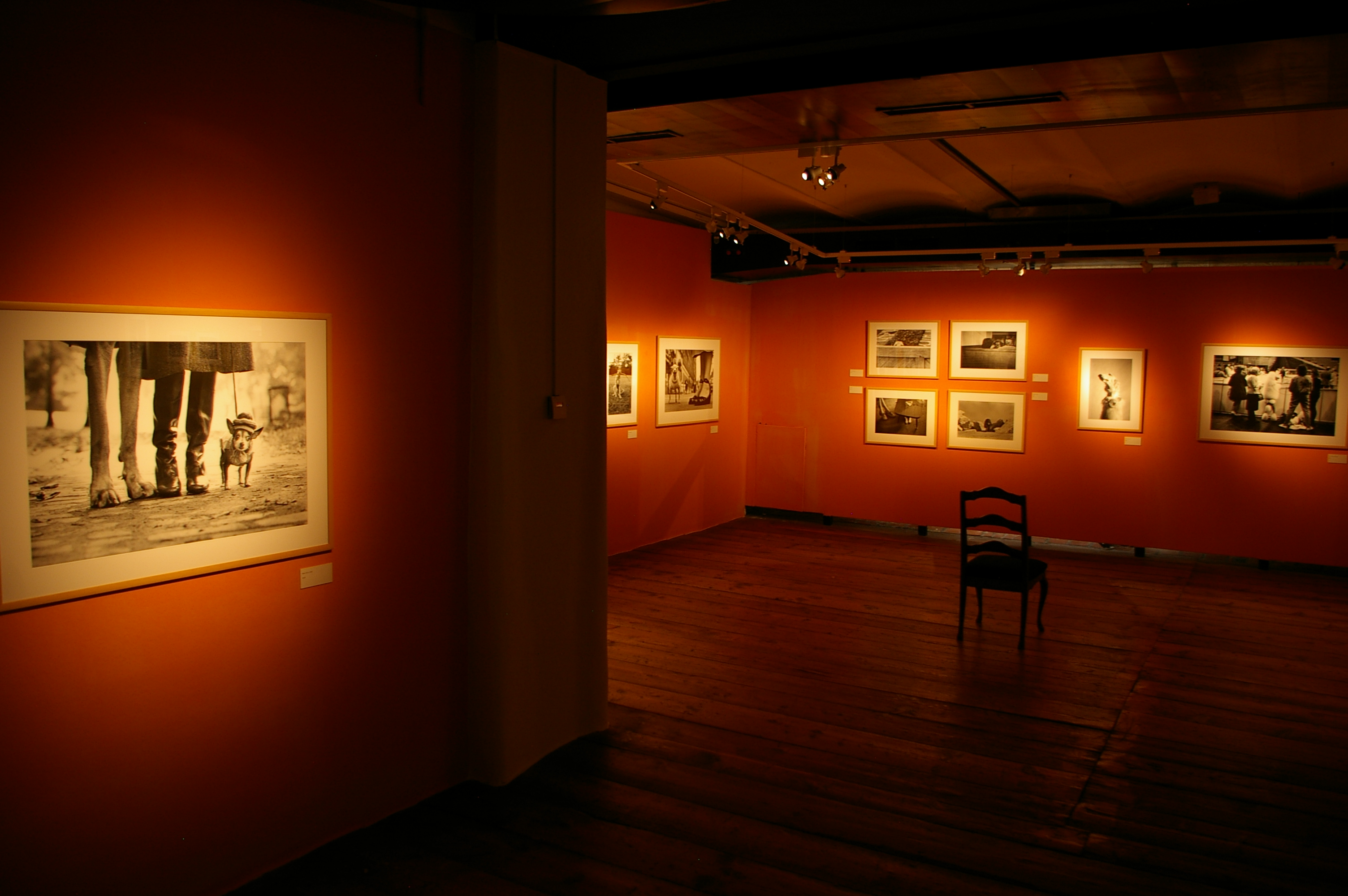
Výstava Retrospective, KunstHaus, Vídeň, 2012

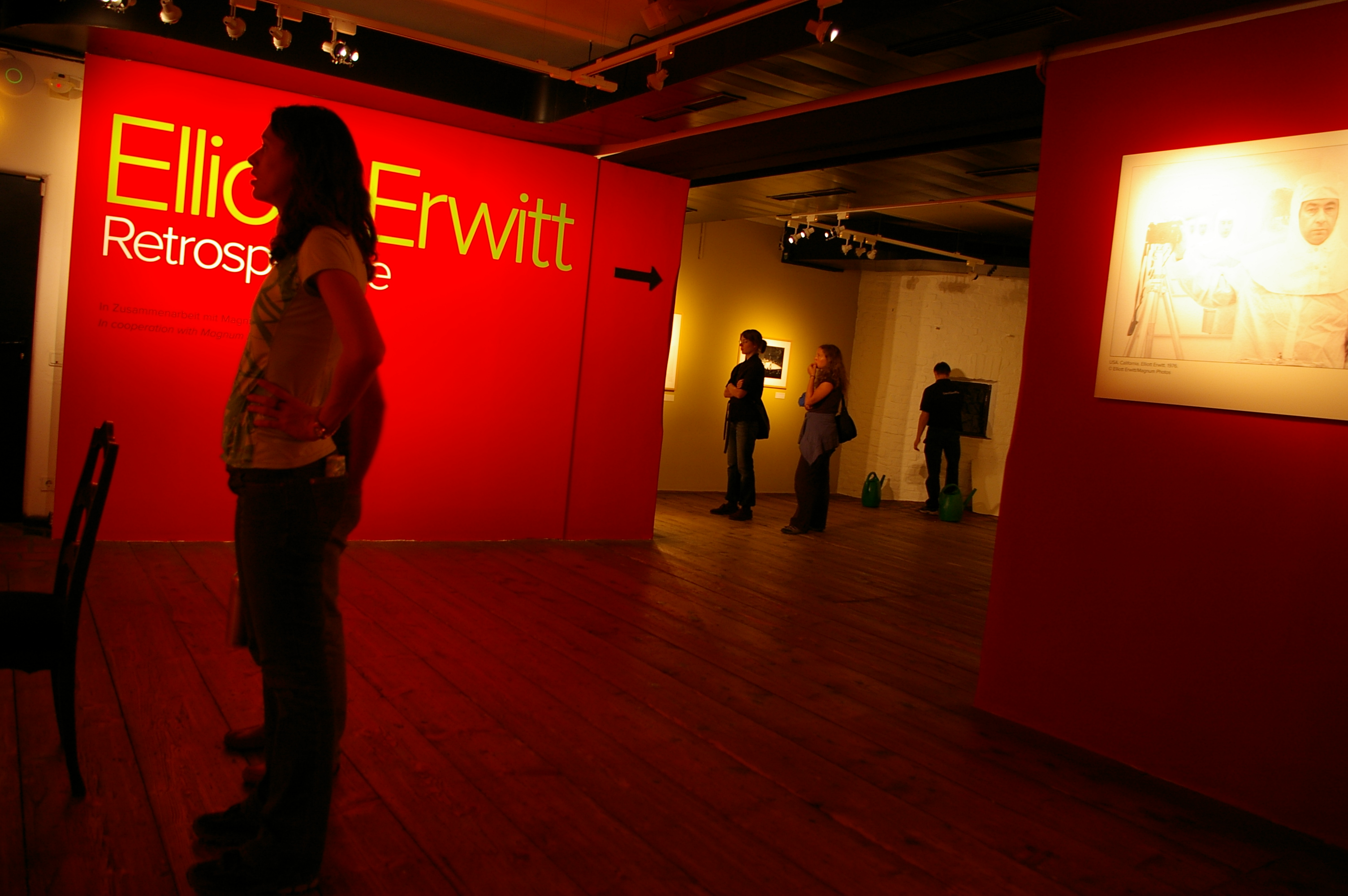
Výstava Retrospective, KunstHaus, Vídeň, 2012

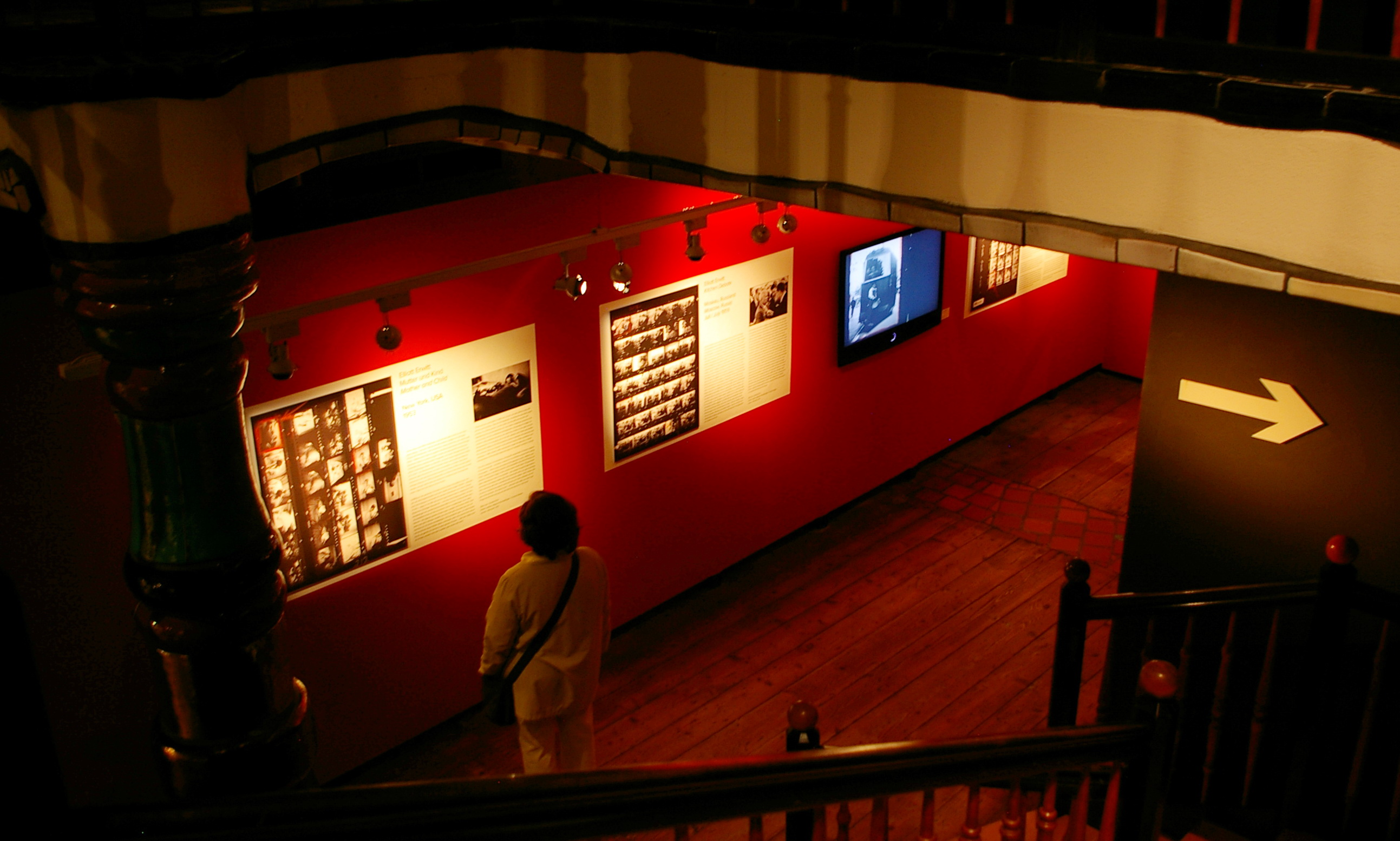
Výstava Retrospective, KunstHaus, Vídeň, 2012

Elliott Erwitt (26. července 1928 Paříž, Francie – 29. listopadu 2023) byl americký reklamní a dokumentární fotograf francouzského původu. Byl známý svými černobílými snímky ironických a absurdních situací z každodenního života ve stylu „rozhodujícího okamžiku“ mistra Henriho Cartier-Bressona. Svého času působil jako prezident a viceprezident agentury Magnum Photos.

## Mládí
Narodil se 26. července 1928 v Paříži do přistěhovalecké rodiny ruských Židů Eugenii a Borisi Erwitzovým, kteří se brzy přestěhovali do Itálie. V roce 1939, v jeho deseti letech, Erwittova rodina emigrovala do Spojených států. Erwitt vystudoval fotografii a film na univerzitě Los Angeles City College a New School for Social Research, své vzdělání dokončil v roce 1950. V roce 1951 byl povolán do armády a propuštěn v roce 1953.
 Jsem zároveň amatérský i profesionální fotograf.
Elliot Erwitt, 2012

## Fotografická kariéra
V 50. letech Erwitt sloužil jako asistent fotografa v United States Army při operacích dislokovaných ve Francii a v Německu. Erwitta velmi ovlivnilo setkání s významnými fotografy jako byli Edward Steichen, Robert Capa a Roy Stryker. Stryker, bývalý ředitel fotografického oddělení společnosti Farm Security Administration, zaměstnal Erwitta na fotografickém projektu pro firmu Standard Oil Company. Erwitt pak zahájil kariéru nezávislého fotografa, pracoval pro magazíny jako například Collier's, Look, Life a Holiday. Vstup do agentury Magnum Photos v roce 1953 mu umožnil realizovat fotografické projekty po celém světě.
Znovu a znovu na svých fotografiích dokumentoval i společensko-politické události, jako byla návštěva Richarda Nixona v Sovětském svazu v roce 1959, státní pohřeb Johna F. Kennedyho v roce 1963 nebo inaugurace Baracka Obamy v roce 2009.
Jedním z mnoha subjektů, které ve své amatérské i profesionální tvorbě často fotografoval, byli psi: objevili se tematicky ve čtyřech jeho publikacích: Son of Bitch (1974), Dog Dogs (1998), Woof (2005) a Elliott Erwitt's Dogs (2008).
Fotografuji psy rád, protože jim to nevadí a nechtějí ode mne fotografii.
Elliot Erwitt, 2012
Erwitt vytvořil alter ego, baret oblékajícího a domýšlivého „André S. Solidor“ (což je zkratka ass = „zadek“) – „současného umělce z jedné z francouzských kolonií v Karibiku, zapomněl jsem z které“ – aby mohl „ satirizovat podivné excesy současné fotografie." Jeho dílo vyšlo knižně, The Art of André S. Solidor (2009), a bylo vystaveno v roce 2011 v Paul Smith Gallery v Londýně.
 Ani všechna technika na světě neodčiní neschopnost všímat si.
Elliot Erwitt
Získal medaili Centenary Medal společnosti Royal Photographic Society a v roce 2002 získal cenu Honorary Fellowship (HonFRPS) za svůj přínos umění fotografie. V roce 1996 získal čestné stipendium Royal Photographic Society a v roce 2011 cenu International Center for Photography v kategorii za celoživotní dílo.

## Filmařská kariéra
Od 70. let věnoval hodně své energie filmu. Mezi jeho celovečerní filmy, televizní reklamy a dokumentární filmy patří například „Arthur Penn: the Director“ (1970), Beauty Knows No Pain (1971), Red, White and Bluegrass (1973) a oceněný film Glassmakers of Herat, Afghanistan (1977). Byl také oceněn jako kameraman „Gimme Shelter“ (1970), fotograf filmu Bob Dylan: No Direction Home (2005) a poskytl fotografie pro Get Yer Ya Ya's Out (2009).
Kolekce Erwittových filmů byla promítnuta v roce 2011 jako speciální součást festivalu DocNYC s názvem An Evening with Elliott Erwitt. Erwitt působil také v dokumentárním filmu, který se objevil na témže festivalu s názvem Elliott Erwitt: I Bark at Dogs v režii Douglase Sloana.

## Filantropie

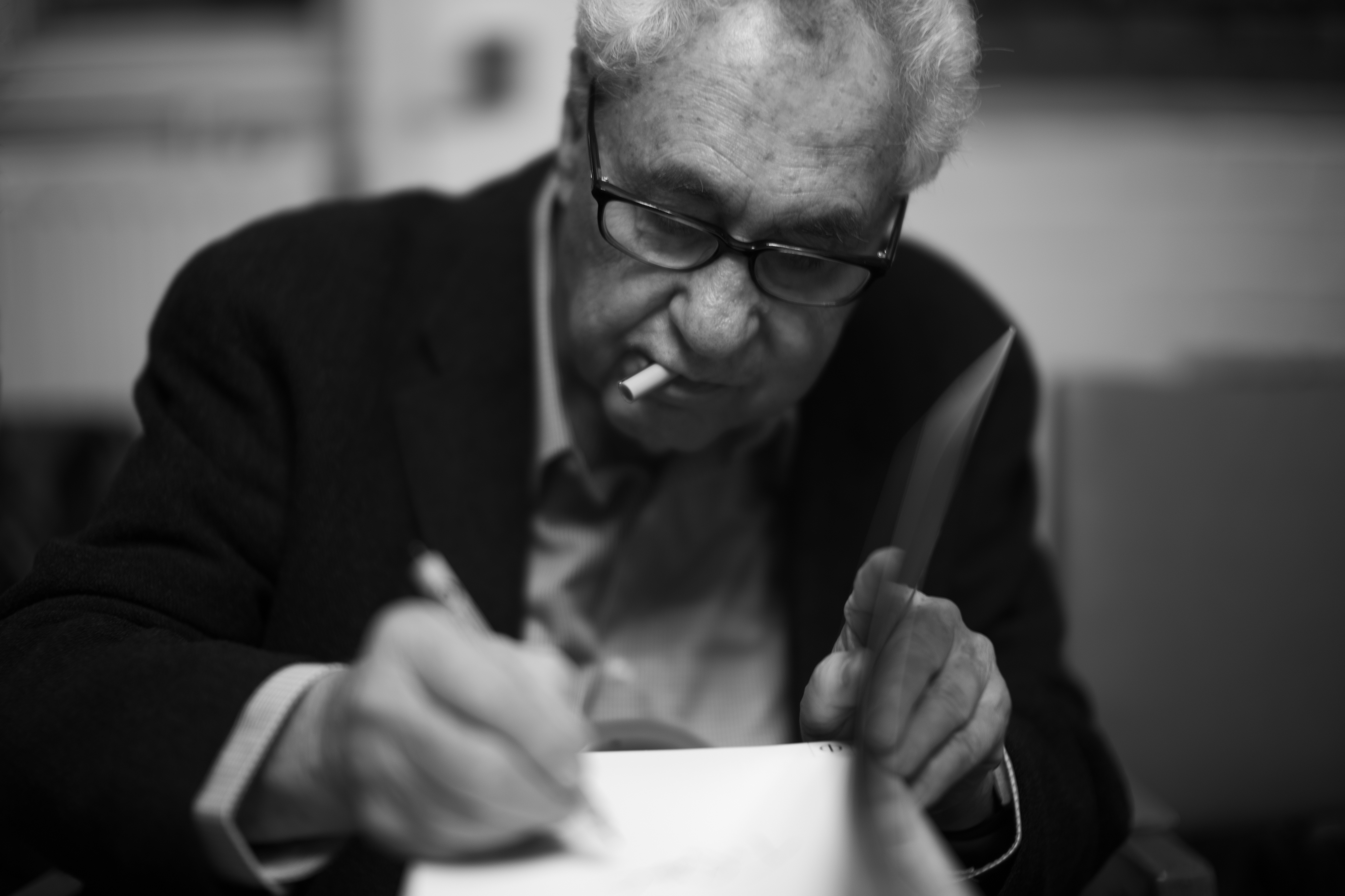
Elliott Erwitt podepisuje svou knihu, Vídeň, 2012

V říjnu 2020 se Erwitt spojil se společností Phil Ropy pro digitální sběratelské karty a vytvořil kartu ke zvýšení povědomí o reakci Project HOPE na COVID-19. Obrázek na kartě ukazuje pár lékařských gumových rukavic jako připomínku toho, jak jsou zdravotničtí pracovníci vystaveni nebezpečí, a jako narážku na logo projektu HOPE. Výtěžek z prodeje karty je přerozdělován organizaci.

## Smrt
Elliott Erwitt zemřel 29. listopadu 2023 ve věku 95 let.

## Významné fotografie
- USA, New York City, 1946 – Fotografie pořízená nízko nad zemí zobrazující ženské nohy a čivavu ve svetříku.[20]
- USA, North Carolina, Segregované vodovodní kohoutky, 1950.
- USA, New York City, 1953 – Snímek Erwittovy ženy hledící na jejich miminko na posteli při světle z okna.[21]
- USA, NYC, Felix, Gladys a Rover, 1974 – Fotografie obutých dámských nohou mezi nohama německé dogy a malou čivavou.[22]
- SSSR, Rusko, Moskva, Nikita Chruščov a Richard Nixon, 1959 – Působivý snímek z období studené války, na kterém se Nixon dotýká svým ukazováčkem klopy obleku Nikity Chruščova.[23]
- USA, Kalifornie, 1955 – Fotografie bočního zrcátka automobilu zaparkovaného čelem k pláži v zapadajícím Slunci. Ve zpětném zrcátku je zaostřeno na líbající se milenecký pár.[24]

## Knihy
- Photographs and Anti-Photographs, 1972.
- Observations on American Architecture, 1972.
- Elliott Erwitt: The Private Experience. (Ze série Masters of Contemporary Photography, text: Sean Callahan.) Los Angeles: Petersen, 1974. ISBN 0-8227-0070-0 Sean Callahan popisuje a do jisté míry vysvětluje Erwittovo dílo.
- Son of Bitch, 1974. Fotografie psů.
- Recent Developments, 1978.
- Personal Exposures, 1988.
- On the Beach (Na pláži), 1991.
- To The Dogs, 1992.
- The Angel Tree, 1993.
- Between the Sexes, 1994.
- 100+1 Elliott Erwitt, 1997.
- Dog Dogs, 1998, sbírka černobílých fotografií psů, které Erwitt pořídil na svých cestách po světě.
- Museum Watching, 1999.
- Snaps. Londýn & New York: Phaidon, 2001. ISBN 0-7148-4150-1 Velká antologie (více než 500 stran) Erwittova díla.
- EE 60/60, 2002.
- Elliott Erwitt's Handbook, 2002.
- Woof, 2005.
- Elliott Erwitt's Rome: teNeues Publishing, 2009
- Elliott Erwitt's New York, 2009[25]
- The Art of Andre S. Solidor aka Elliott Erwitt, 2010[26]
- Elliott Erwitt Personal Best, 2010
- Elliott Erwitt, Sequentially Yours, 2011[27]
- Elliott Erwitt XXL – Special and Collectors Edition, 2012[28]
- 2013 – Elliott Erwitt's Kolor Kempen, Germany: teNeues ISBN 9783832795771.
- 2017 – Pittsburgh 1950 London. Gost. With an essay by Vaughn Wallace. Fotografie pořízené v Pittsburghu pro knihovnu Pittsburgh Photographic Library. ISBN 978-1-910401-12-5
- 2018 – Elliot Erwitt's Scotland. teNeues Publishing Company ISBN 978-3961711369
- 2021 – Found, Not Lost. London. Gost. ISBN 978-1910401316

## Výstavy
- Roma. Fotografie di Elliott Erwitt, Museo di Roma, Řím, 2009–2010[29]
- Elliott Erwitt: Personal Best, International Center of Photography, New York, 2011[30]
- Elliott Erwitt, Black & White and Kolor, Gallery for Fine Photography, New Orleans, 2011[31]
- Elliott Erwitt: Home Around The World, Harry Ransom Center, The University of Texas v Austinu, 2016–2017[32]
- Elliott Erwitt: Pittsburgh 1950, International Center of Photography, New York, 2018[33]
- Elliott Erwitt: A retrospective, Musée Maillol, Paříž, 2023[34]

## Sbírky
Erwittovo dílo se nachází v následujících stálých sbírkách:
- Harry Ransom Center, Austin, TX[35][36]
- International Center of Photography, New York, NY[37]
- Jackson Fine Art, Atlanta, GA[38]
- Met Museum, New York, NY[39]
- International Photography Hall of Fame, St.Louis, MO[40]